# Elena Bondar
Elena Bondar (1958. november 6. –) olimpiai bronzérmes román evezős.

## Pályafutása
Az 1980-as moszkvai olimpián nyolcasban bronzérmet szerzett társaival. 1981-ben a müncheni világbajnokságon bronzérmes lett ugyan ebben a versenyszámban.

## Sikerei, díjai
- Olimpiai játékok – nyolcas
  - bronzérmes: 1980, Moszkva
- Világbajnokság
  - bronzérmes: 1981 (nyolcas)